# كيفن ثيوفايل كاثيرين
كيفن ثيوفايل كاثيرين (بالفرنسية: Kévin Théophile-Catherine)‏ (مواليد 28 أكتوبر 1989 في سانت بريوك - فرنسا) لاعب كرة قدم فرنسي يلعب حاليا لصالح نادي الدرجة الأولى رين الفرنسي منذ 2005 في مركز الوسط المدافع .

## روابط خارجية
- كيفن ثيوفايل كاثيرين على موقع الاتحاد الأوربي (الإنجليزية)
- كيفن ثيوفايل كاثيرين على موقع رابطة كرة القدم الفرنسية للمحترفين (الإنجليزية)
- كيفن ثيوفايل كاثيرين على موقع إي إس بي إن إف سي (الإنجليزية)
- كيفن ثيوفايل كاثيرين على موقع قاعدة بيانات كرة القدم.إي يو (الإنجليزية)
- كيفن ثيوفايل كاثيرين على موقع ليكيب (الفرنسية)
- كيفن ثيوفايل كاثيرين على موقع Soccerbase.com (لاعب) (الإنجليزية)
- كيفن ثيوفايل كاثيرين على موقع Soccerway.com (الإنجليزية)
- كيفن ثيوفايل كاثيرين على موقع عالم كرة القدم.نت (الإنجليزية)
- كيفن ثيوفايل كاثيرين على موقع AS.com (الإسبانية)